# Catedral de la Santa Madre de Dios (Jankendi)
La Catedral de la Santa Madre de Dios (en armenio: Սուրբ Աստվածամոր Հովանու մայր տաճար, romanizado: Surb Astvatsamor Hovanu Mayr Tachar) también conocida como Catedral Surb Astvatsamor Hovanu, es una iglesia perteneciente a la Iglesia apostólica armenia, ubicada en la ciudad de Jankendi, Azerbaiyán. Se planeó una estatua de 4 metros del rey Vachagan III para ser colocada en un pedestal de 2 metros cerca de la iglesia. La iglesia, que estuvo en construcción durante 12 años, fue consagrada el 7 de abril de 2019.

## Historia
La catedral se convirtió en un refugio antiaéreo durante la guerra del Nagorno-Karabaj de 2020, los civiles se refugiaron en el sótano de la catedral para estar a salvo del bombardeo de Stepanakert por parte de la República de Azerbaiyán.